# Bounden
Bounden is de eerste spelapplicatie die twee personen laat dansen met behulp van een smartphone. Het spel werd ontwikkeld door de Nederlandse studio Game Oven en verscheen op 21 mei 2014 voor gebruik op iOS en op 3 juli 2014 voor Android.
Bounden won onder meer een Dutch Game Award en de juryprijs voor beste nieuwe productie van Cinekid.

## Ontwikkeling
Het spel ontstond uit een experiment om mensen te laten dansen, maar omdat het moeilijk bleek om dit synchroon en vloeiend te laten gebeuren, riep ontwikkelaar Game Oven de hulp in van Het Nationale Ballet. In samenwerking met de Junior Company van dit ballet ontwierp choreograaf Ernst Meisner de choreografie voor Bounden. Er zijn acht verschillende soorten dansen en het spel bevat enkele video's waarin dansers van Het Nationale Ballet laten zien hoe de spelers zich moeten bewegen.

## Werking
Bounden is bedoeld voor twee spelers, die samen één smartphone vasthouden, waarop een bol vertoond wordt die beweegt en roteert volgens de interne gyroscoop van de telefoon. De bol is voorzien van markeringspunten, en de spelers moeten de telefoon dan zo bewegen dat deze punten een cirkel doorkruisen, waardoor zij als vanzelf dansbewegingen gaan maken. Dit wordt ondersteund door dansmuziek, die speciaal voor het spel werd geschreven door de Nederlandse componist en arrangeur Bart Delissen..